# シートン電気軌道
シートン電気軌道（シートンでんききどう、英語: Seaton Tramway）は、イングランド南西部のデボン州に存在する電気鉄道（軽便鉄道）。創設者の鉄道趣味が原点となった鉄道路線で、イギリス各地の路面電車を基に作られた小型電車や本物の旧型路面電車が活躍している。

## 歴史

### 前身：イーストボーン電気軌道
シートン電気軌道の創設者は、ロンドン北部の町・バーネットで電気自動車などを生産していたランカスター電機工場（Lancaster Electrical Company）の社長、クロード・レーン（Claude Lane）である。
鉄道、特に路面電車が大好きであった彼は、自前で路面電車を作り実際に走らせるという夢を抱いていた。そこで1949年に実際の路面電車を模した小型車両を製造して各地のイベントで走行させたのに続き、1952年からはウェールズのリルで恒久的な営業運転を行った。それと並行して、1953年にはイングランド南部のイーストボーンにモダン・エレクトリック・トラムウェイ・リミテッド社（Modern Electric Tramways Ltd）を設立し、610mm（2フィート）ゲージの小規模な電気鉄道を開業させた。これがイーストボーン電気軌道（Eastbourne Electric Tramway）である。
乗客増加により新型電車の製造や車両の大型化が進められた一方、クロードはイーストボーンへ鉄道事業を集中させるため1957年にリルの路線を廃止した。だが1960年代以降、モータリーゼーションの中でイーストボーンの道路網が整備されるのに伴い路線の保有免許が更新されない見込みとなった。そこでクロードは新たな路線、それもより大規模かつ大型車両が走行できる場所の模索を始めた。

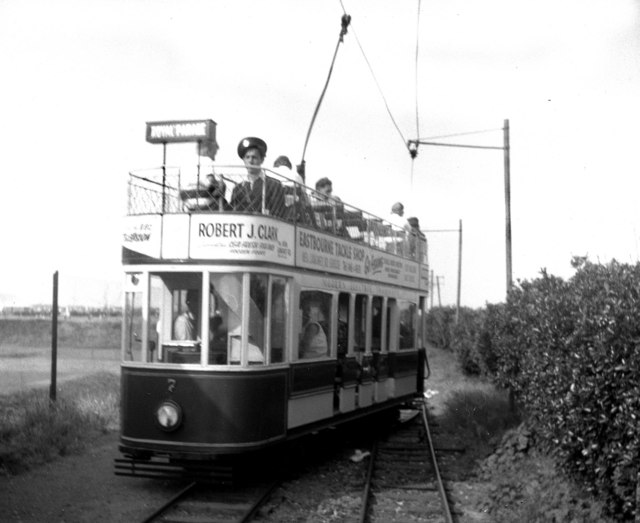
イーストボーン電気軌道時代の7号電車（1959年撮影）

### シートン電気軌道の開業
1960年代のイギリス国鉄は収支改善を目的に各地の不採算路線を廃止するビーチング・アックス政策を推し進め、その中でウェスト・オブ・イングランド本線から分岐しシートンへと延びていたシートン支線も自動車の普及で乗客が減少したため1966年3月をもって廃止された。これを受け、クロードはこの廃線跡を活用し新たな電気鉄道を敷設する計画を立てた。
イギリス国鉄など行政との交渉は難航したものの1969年12月に新規路線敷設の許可を所得し、同年から翌1970年にかけてクロードはアシスタントのアラン・ガードナー（Allan Gardner）と2人がかりでイーストボーンで活躍していた車両をシートンへと移動した。そして1970年8月28日、シートン電気軌道が開業した。
ただし当初はシートン～ボブスワース橋間までの運行で架線電化もなされていない状態であり、車両には蓄電池を備えた付随車が連結されていた。そのため、翌月以降一時路線を閉鎖した上でコリフォードまでの路線延長や架線電化などの工事を行う事となった。だが1971年4月2日、その工事の完了を見る事なくクロード・レーンは心臓発作によりこの世を去った。

### 電化開業、路線延長、そして現在
クロードの没後、彼の甥のロジャー・レーン（Roger Lane）がレーン家による資金援助が続くよう遺族を説得し、取締役会に加わった。また、長年アシスタントとして活躍していたアラン・ガードナーがマネージングディレクターに任命されたほか、シートン電気軌道の大規模工事を支援するため多数のボランティアが参加した。
その結果、1971年9月4日にボブスワース橋～コリフォード駅間が延長開業し、1973年には電化工事が完成した。それ以降も路線延伸工事は続き、1978年の水害で工事中の区間のバラストが流出する被害を受けたものの1980年にコリトンまでの路線が開通。現在の路線網が完成した。
その後は増え続ける利用客に対応すべく車両の増備や各地の路面電車の導入が行われる一方、需要や再開発に応じた施設の更新も行われている。例えばシートン駅は1975年当時駅舎が無く、小型車両を再利用して切符販売や売店営業を行っていたが、1995年にエドワード王朝調の屋根やガゼボ調の駅舎を設けたターミナル駅となり、線路の配線も変更された。その後、駅周辺が再開発されたことにより再度シートン駅の建て替えが行われ、2018年6月28日に3代目の駅舎の使用が開始された。4本の線路の上部を覆うトレイン・シェッドがある駅舎では、創業者であるクロード・レーンにちなんだ「Claude’s」と言う名の売店を兼ねた喫茶店も営業している。

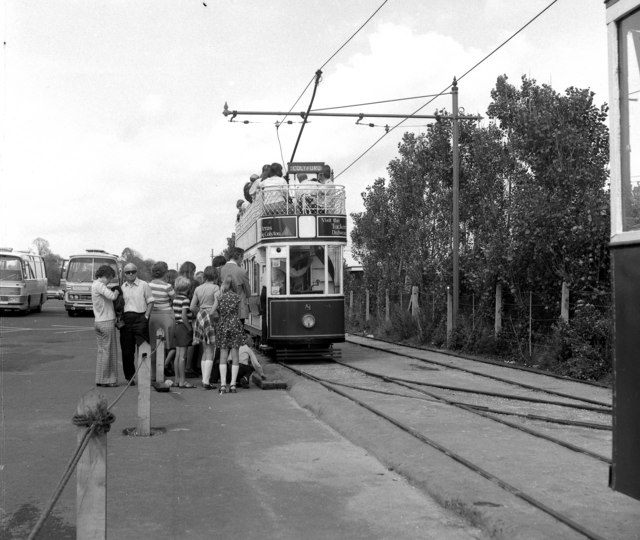
開業当初のシートン駅には駅舎がなかった（1975年撮影）
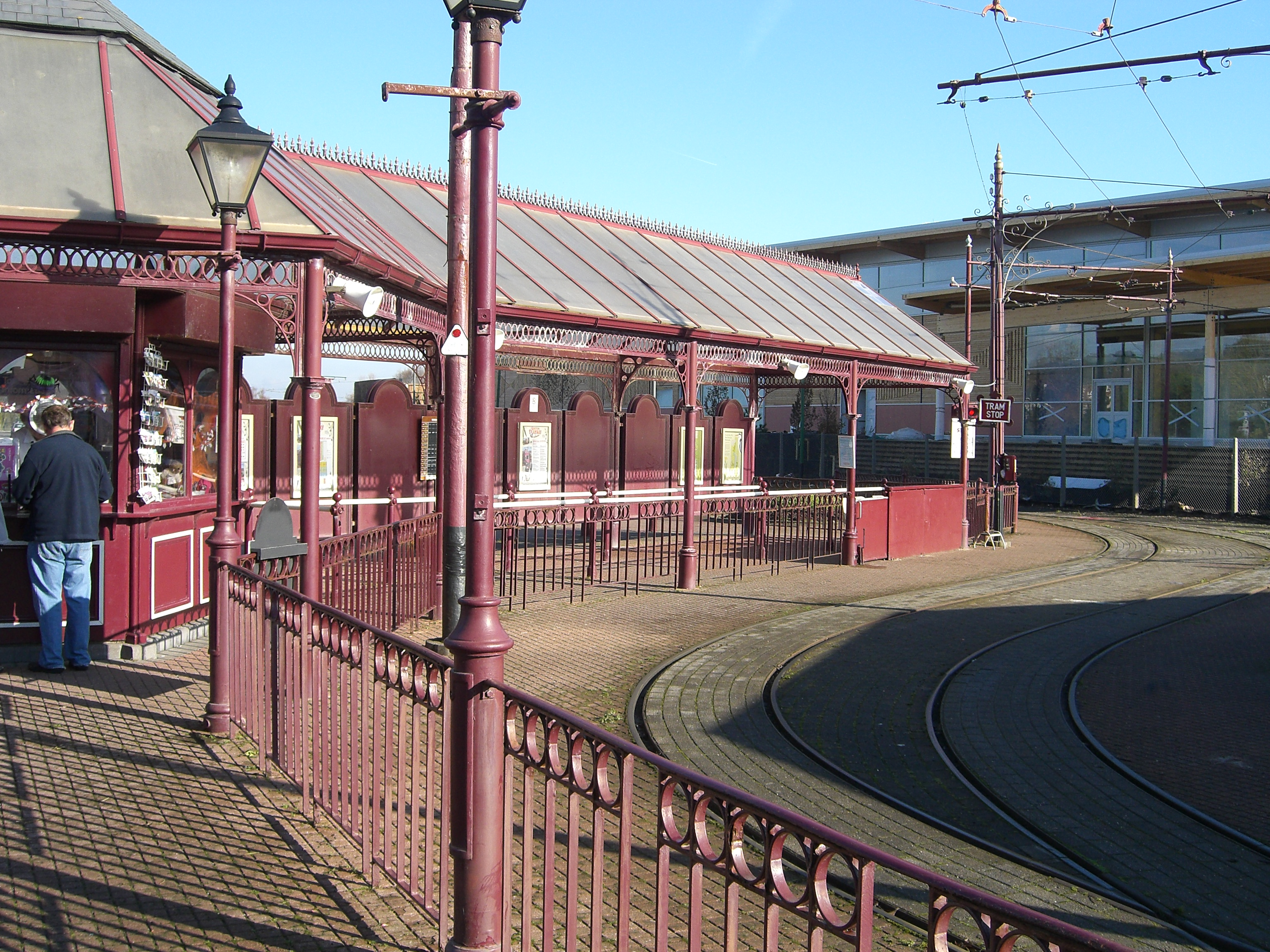
建て替え前のシートン駅（2011年撮影）
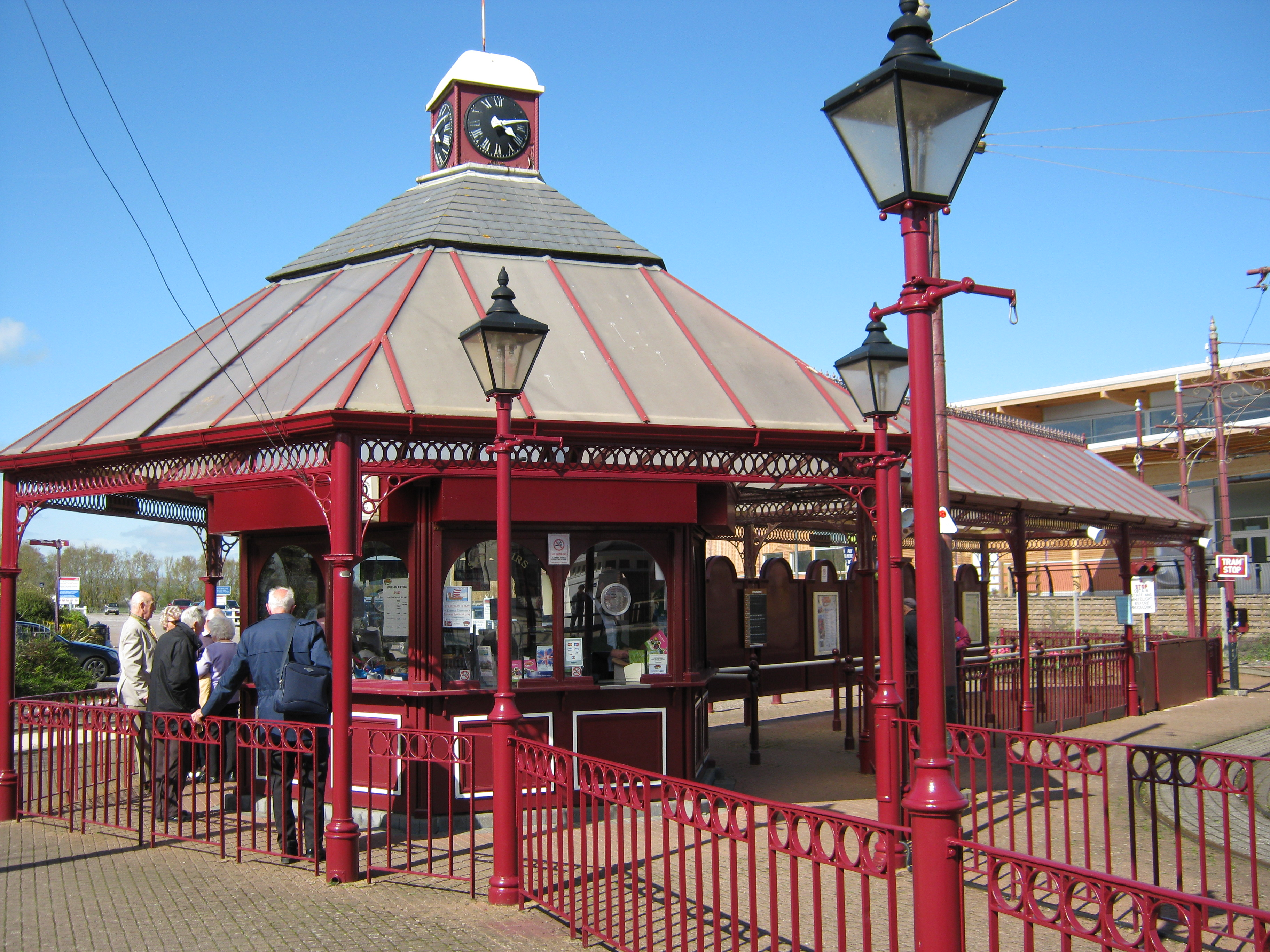
ガゼボ調の駅舎（2012年撮影）
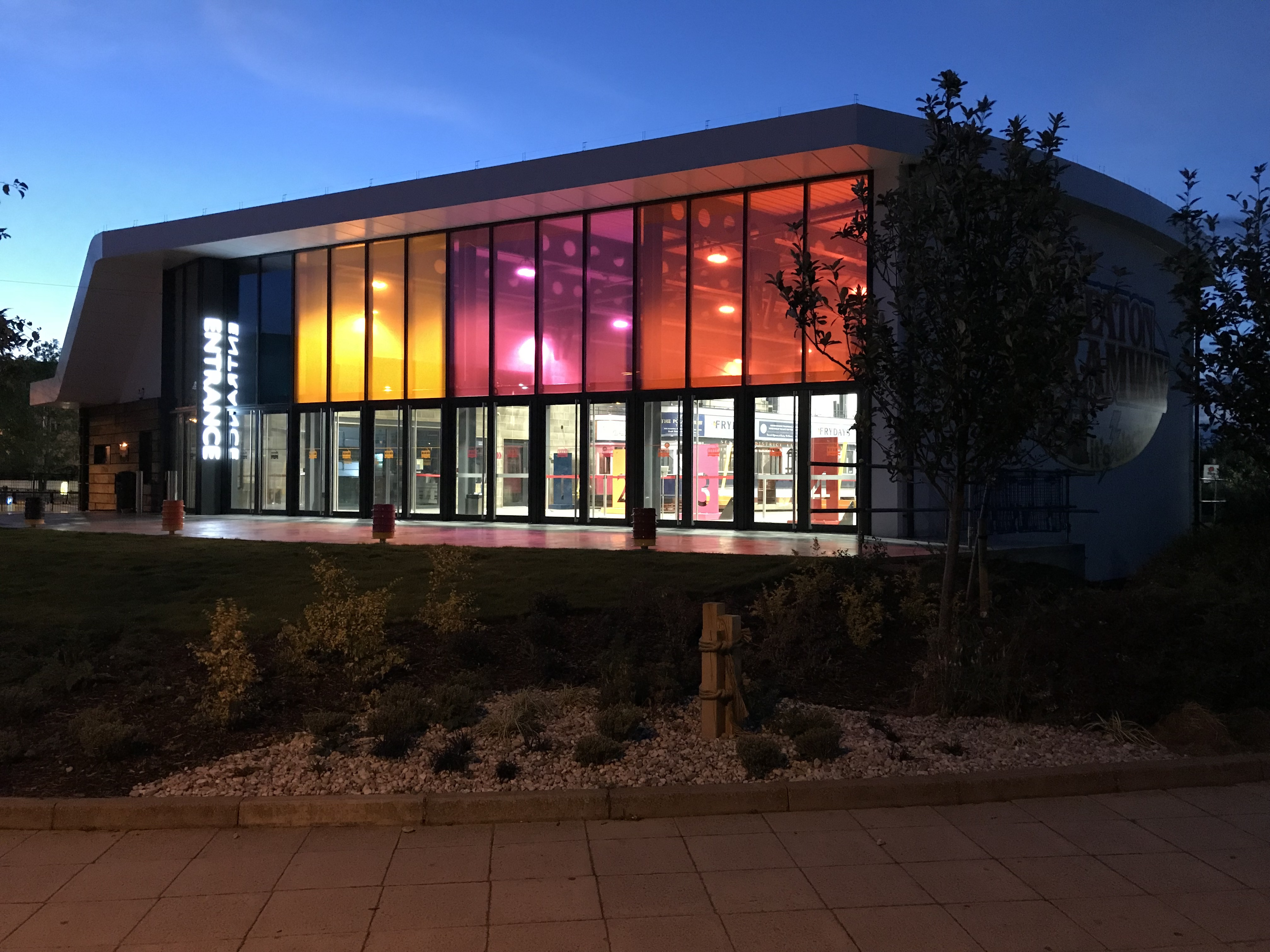
現在のシートン駅の駅舎（2018年撮影）

## 運行

### 路線
シートン電気軌道は単線で、0.5マイルおきに列車交換が可能な信号場が設置されている。駅は終端駅であるシートン駅（Seaton Station）、コリトン駅（Colyton Station）、交換可能な中間駅のコリフォード駅（Colyford Station）が設置されている他、シートン駅と別方向に分岐するリバーサイド車庫（Riverside depot）があり、イベントなどで乗降可能となる時がある。

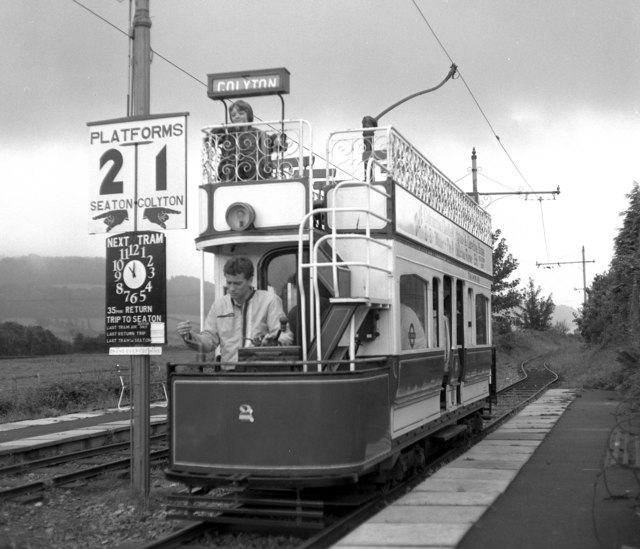
コリフォード駅（1980年撮影）
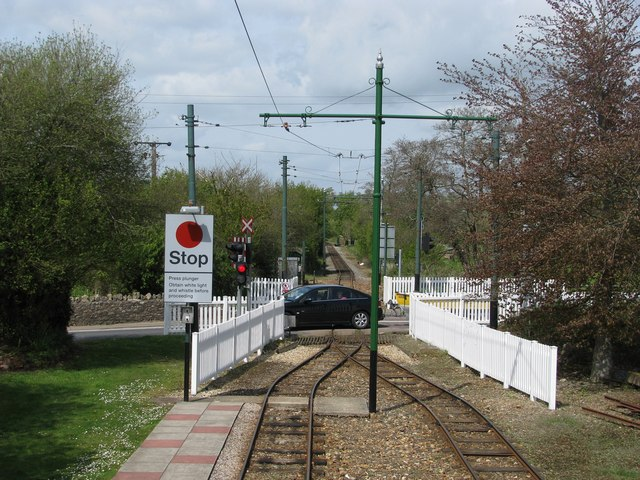
コリフォード駅前には踏切が存在する
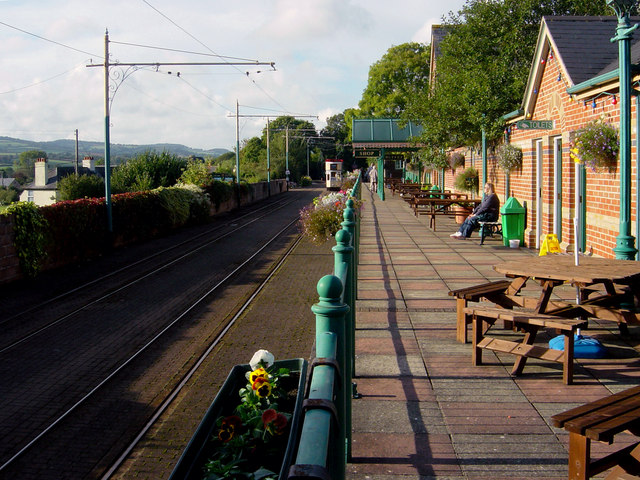
コリトン駅
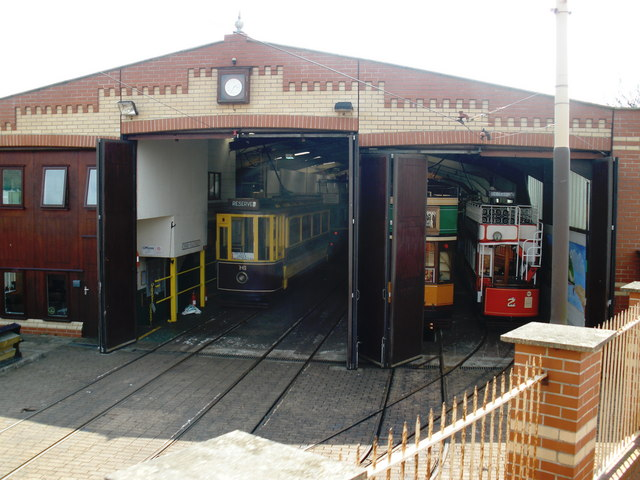
リバーサイド車庫

### ダイヤ
2月中旬からイースターまでの間は週末のみの運行、以降10月末までは毎日運行しており、それ以外の期間は運休、もしくはシャトルバスによる代行輸送を実施している。ただし運休期間にも絵本「ポーラー・エクスプレス」とのコラボレーション企画である家族連れを対象としたクリスマス列車や、シートン～コリフォード間でバードウォッチングが楽しめる臨時列車が運行される他、年末にも営業運転が実施されている。
通常は20分間隔で運行しているが、4月中旬や10月など一部の期間は30分間隔となる。

## 車両
イギリス各地の路面電車車両を基にスケールを縮小した小型電車や各地の路面電車で実際に活躍していた旧型電車が活躍しており、2018年現在14両が在籍している。
なお、シートン電気軌道では所有車両を用いた体験運転を実施しており、半日や終日、沿線のホテルへの宿泊も含めた2日間など多数のプランが用意されている。

### 新造車両
- 2号電車 - 1964年に製造。メトロポリタン電気軌道（英語版）のA形電車がモチーフの二階建て電車である。
- 4号電車 - 1961年に製造。ブラックプール・トラムの「オープンボート」と呼ばれる屋根のない路面電車がモチーフ。
- 6号電車 - 1954年に製造。スランディドノ・コルウィンベイ電鉄（英語版）の二階建て電車がモチーフ。
- 7号電車 - 1958年に製造。モチーフは6号電車と同様だが、一階部分の構造や塗装が異なる。
- 8号電車 - 1968年に製造され、1969年から営業運転を開始。シートン電気軌道への転属を踏まえ、それまでの車両よりも大型となった[3]。
- 9号・10号電車 - 2002年7月から製造が始まり、9号は2004年、10号は2006年に完成。中央部は低床構造となっている。プリマスとブラックバーンの路面電車を混合したデザインとなっている。
- 11号電車 - 2007年に営業運転を開始した9号・10号の同型電車。塗装は乳がんの啓発運動支援のためピンクを基調としたものとなっている。
- 12号電車 - 1966年に製造。登場当初は1階建て電車であったが、1980年に二階建てに改造されている。
- 15号電車 - 1988年に製造。モチーフはマンクス電気鉄道（英語版）の解放式座席電車（トースト・ラック）・17号電車であったが、2016年に閉鎖式車体に改造され、改番も実施された。
- 02号電車 - 1952年に製造された事業用車。通常はリバーサイド車庫に待機している。

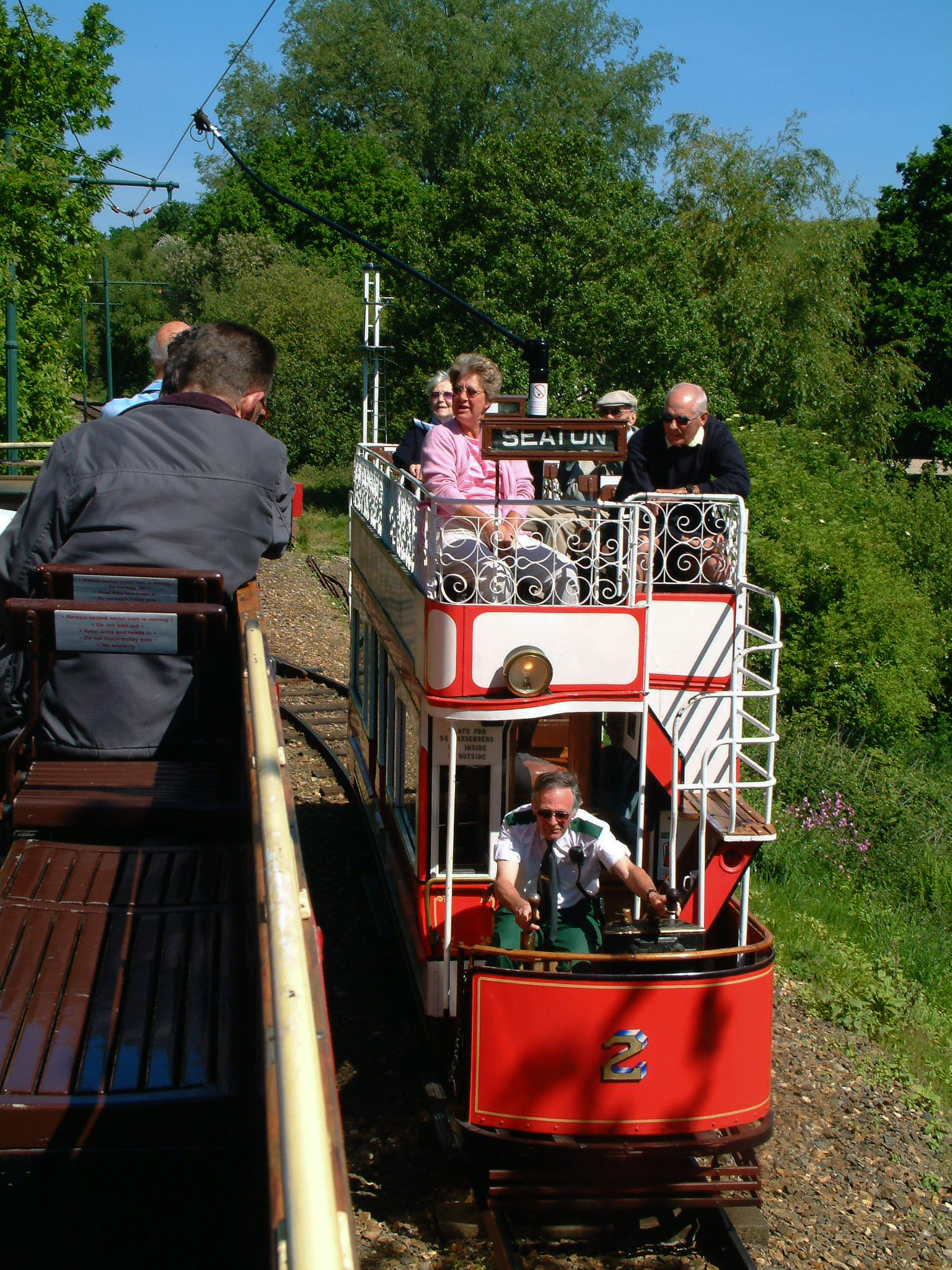
2号電車
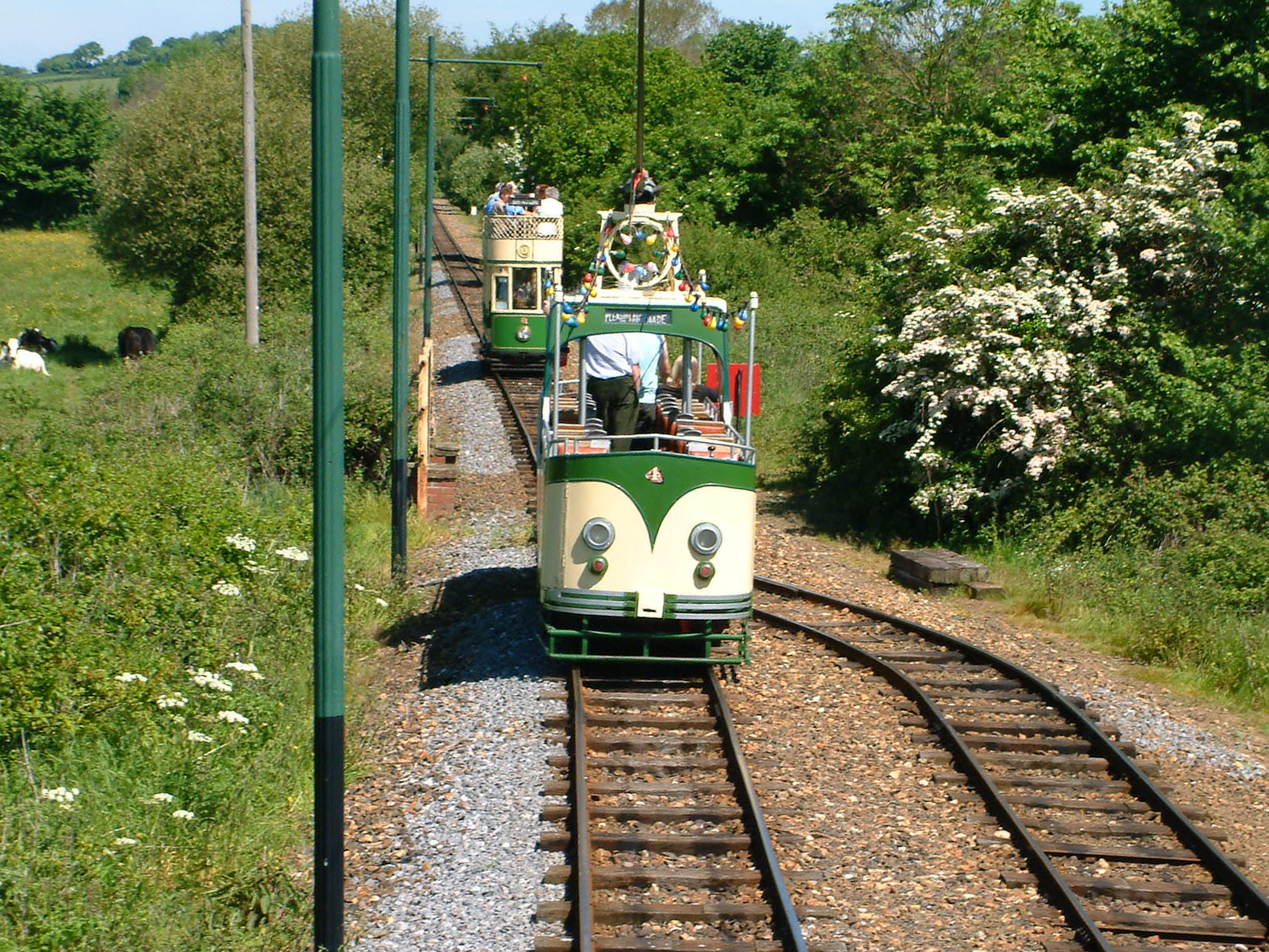
4号電車
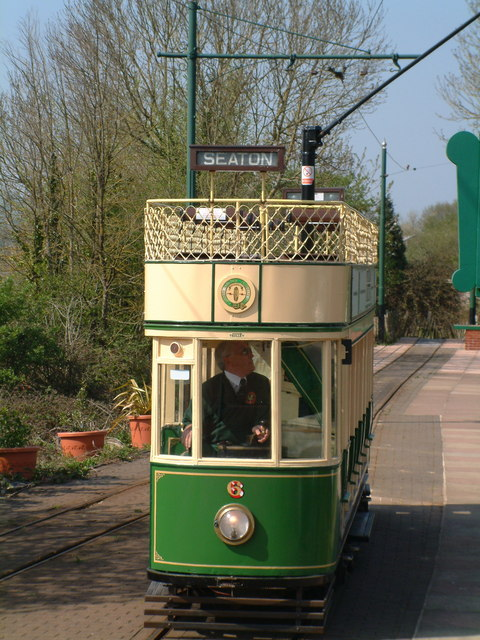
6号電車
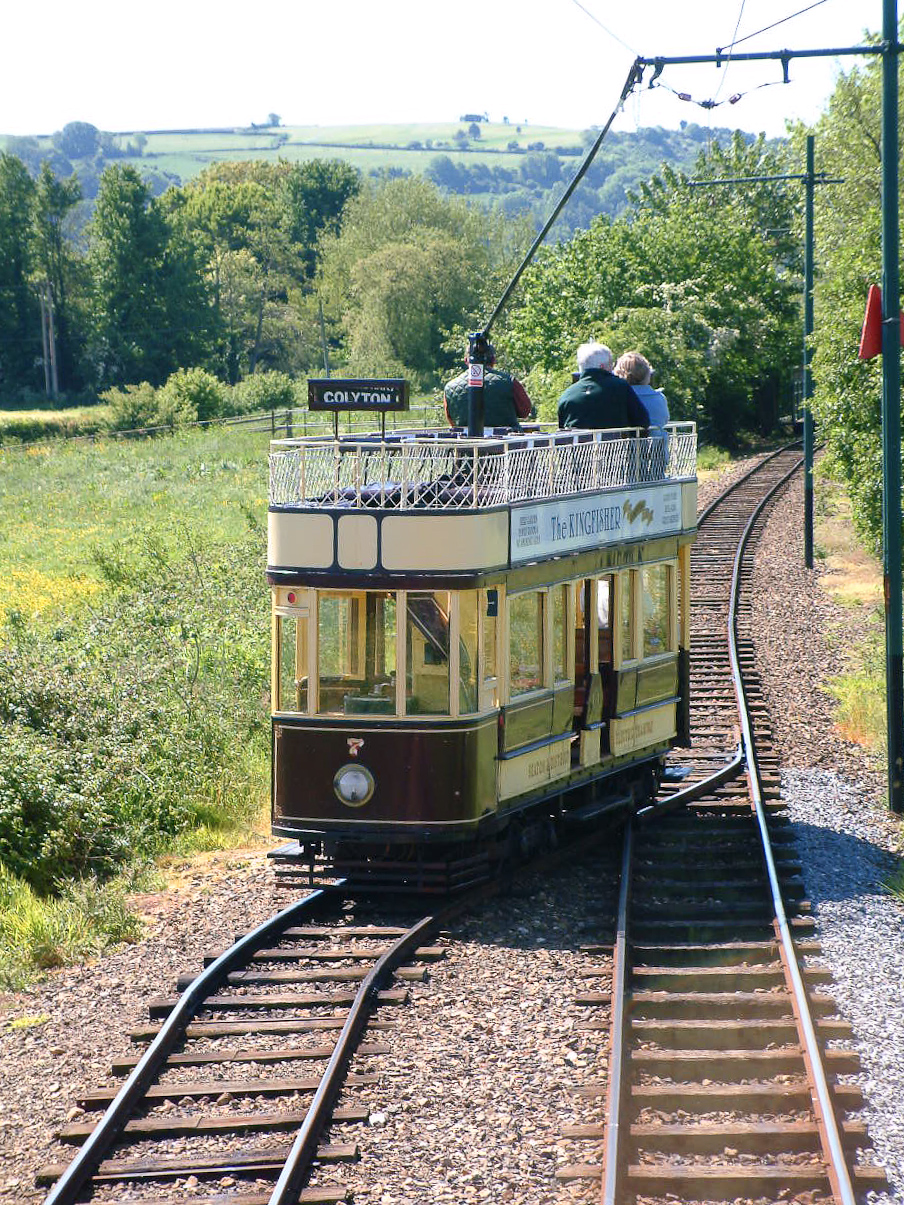
7号電車
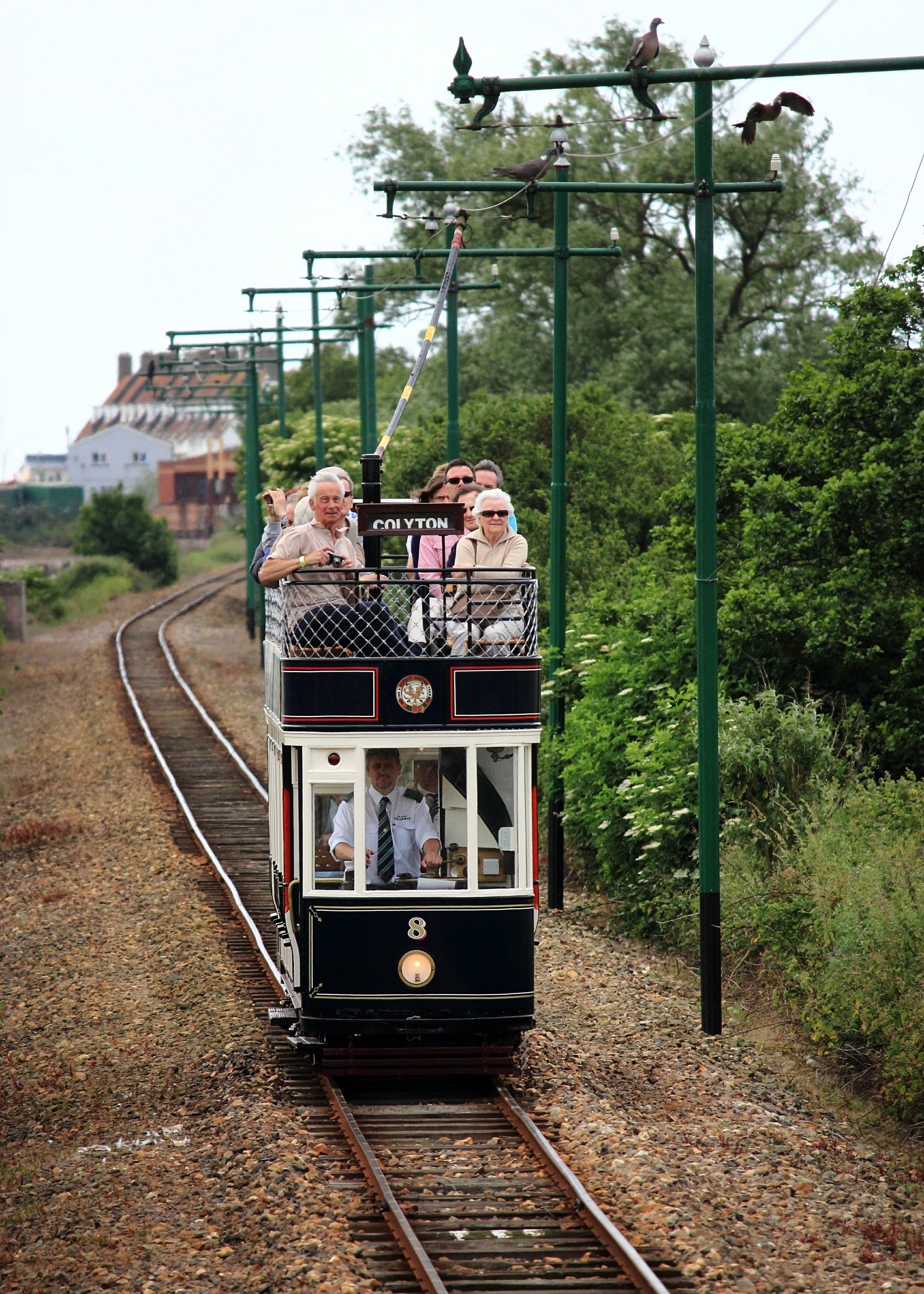
8号電車
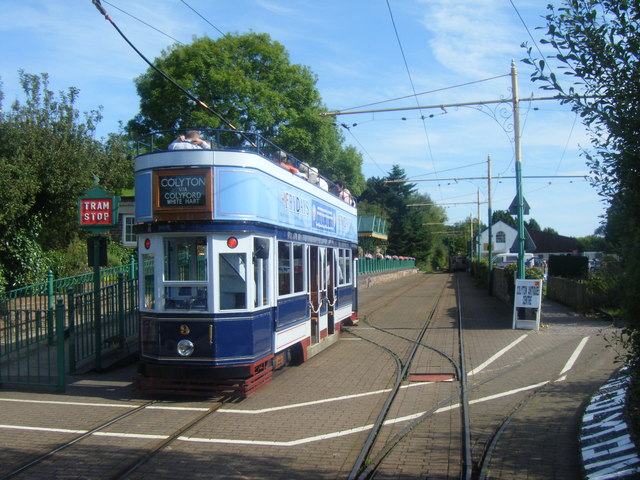
9号電車
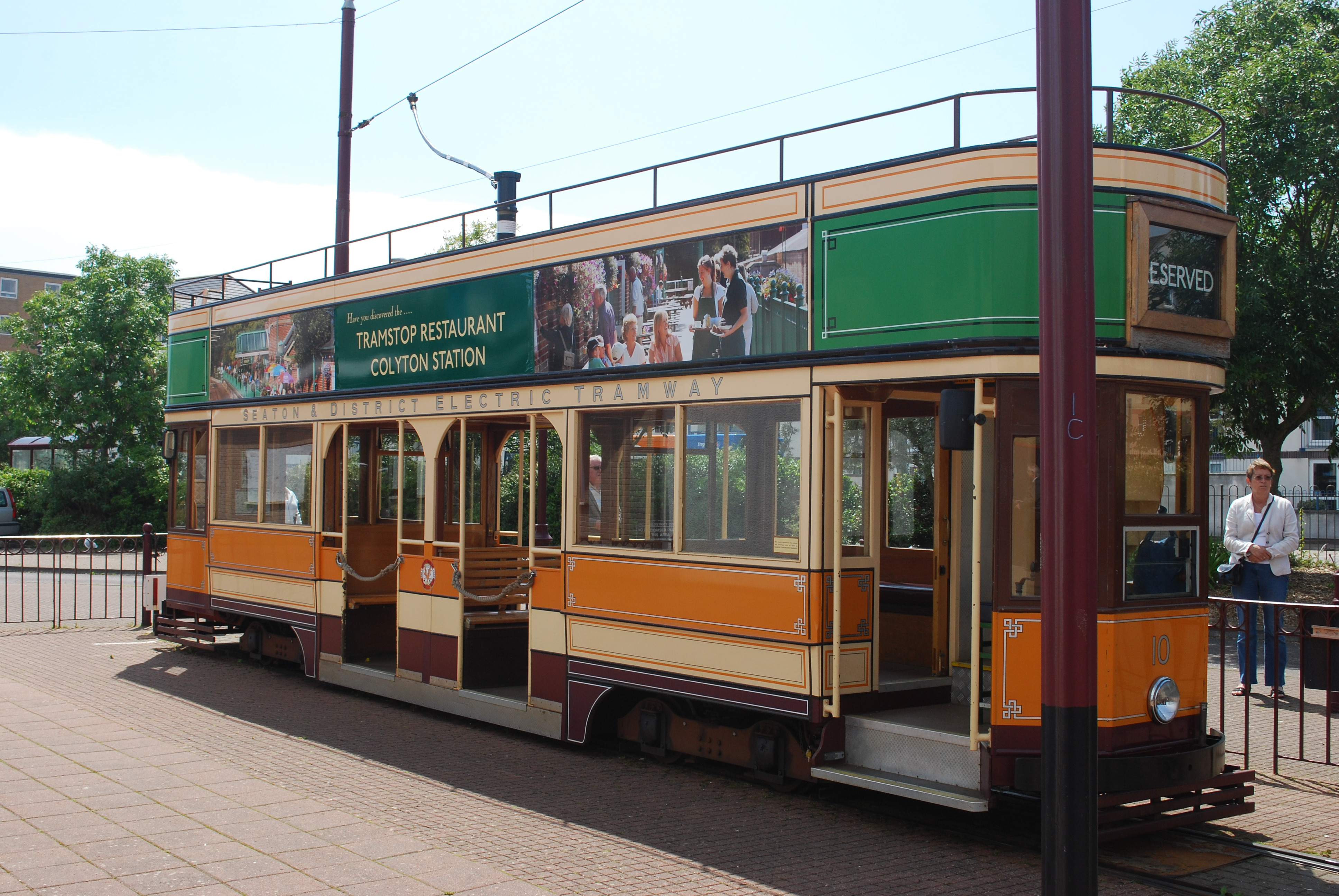
10号電車
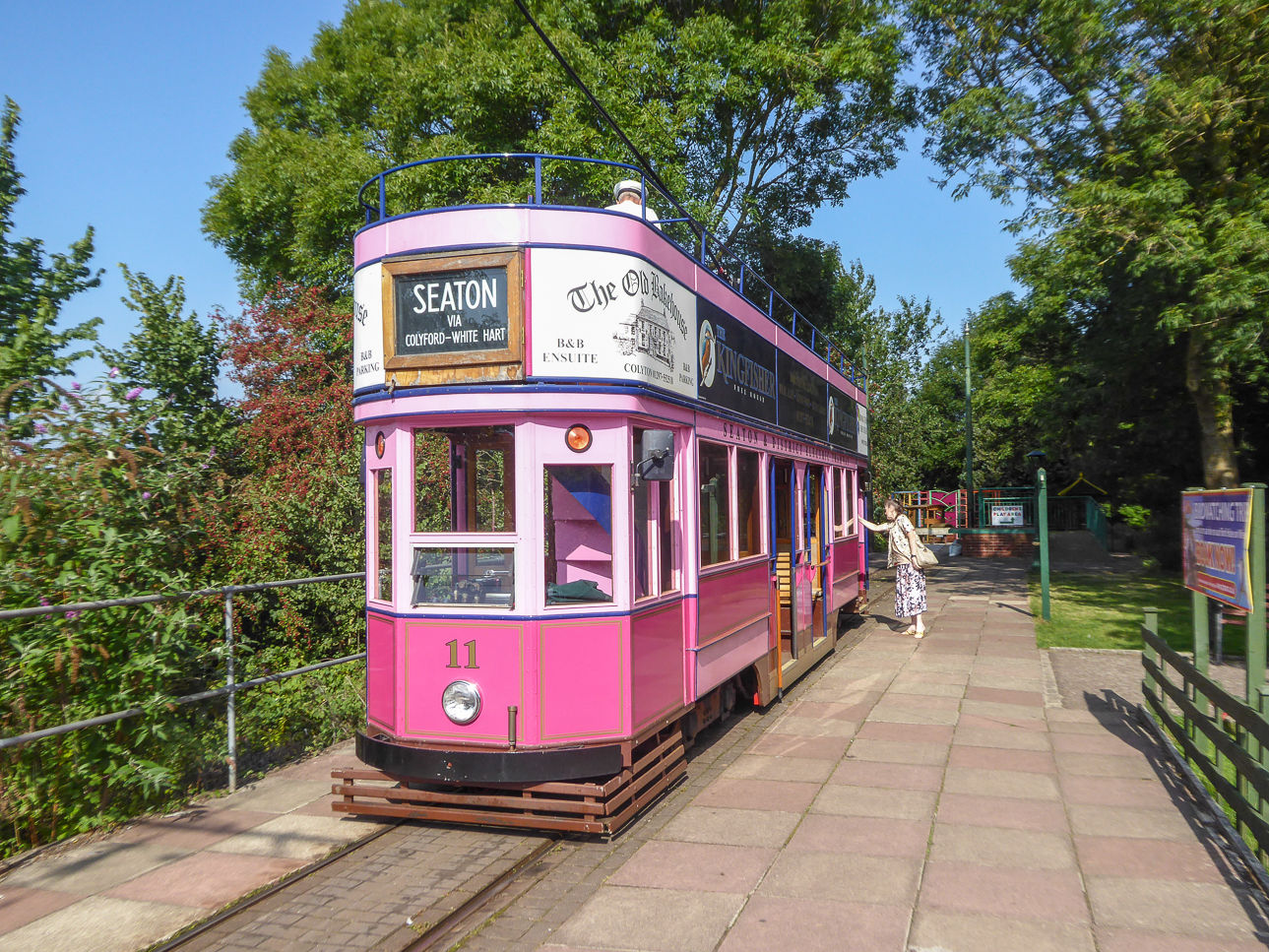
11号電車
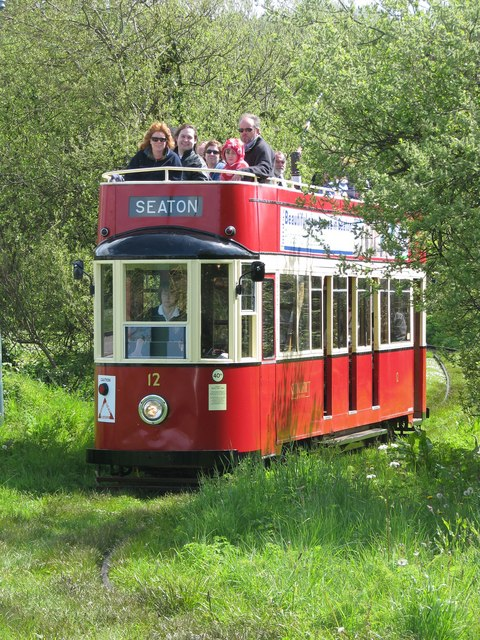
12号電車
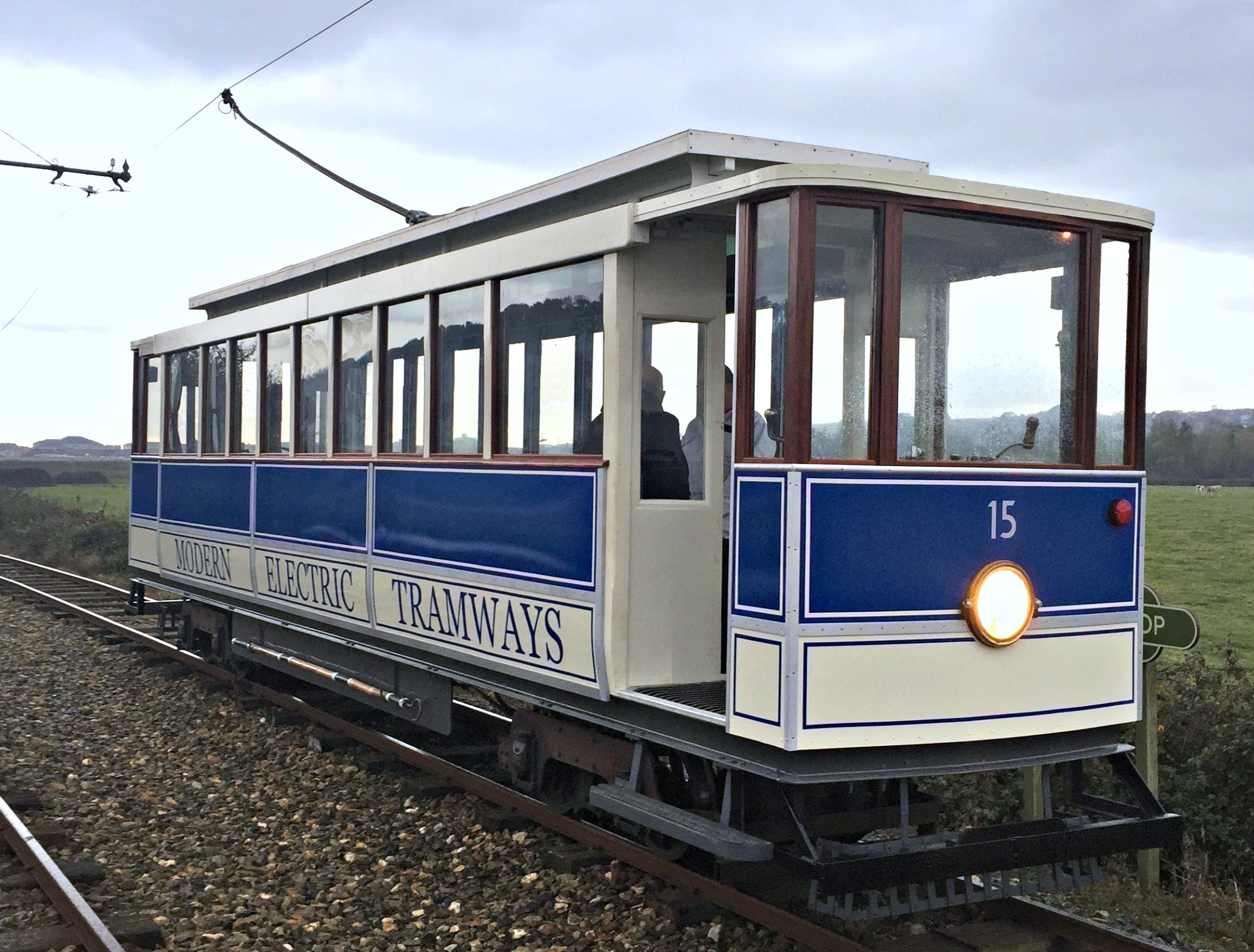
15号電車
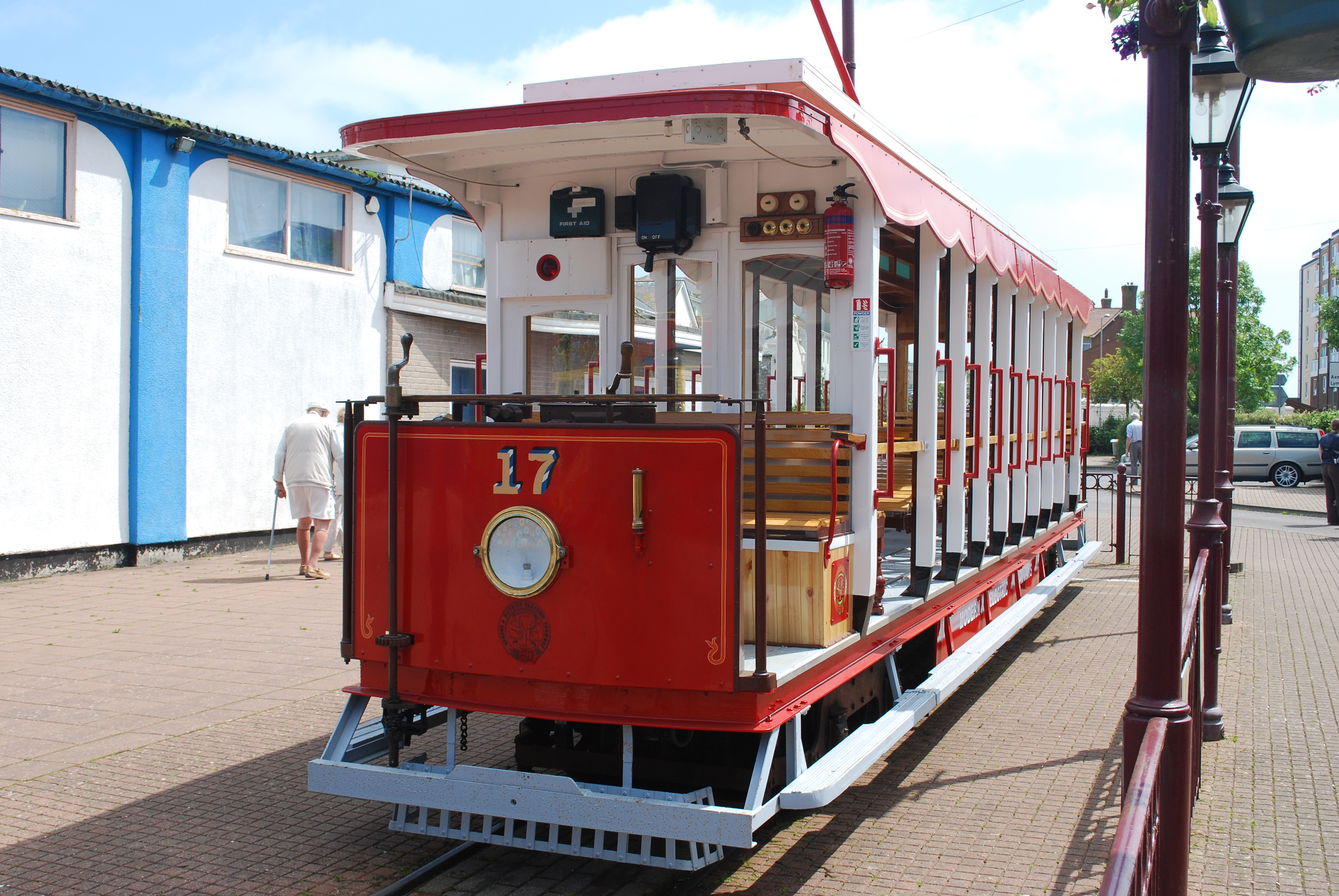
17号電車（登場時）
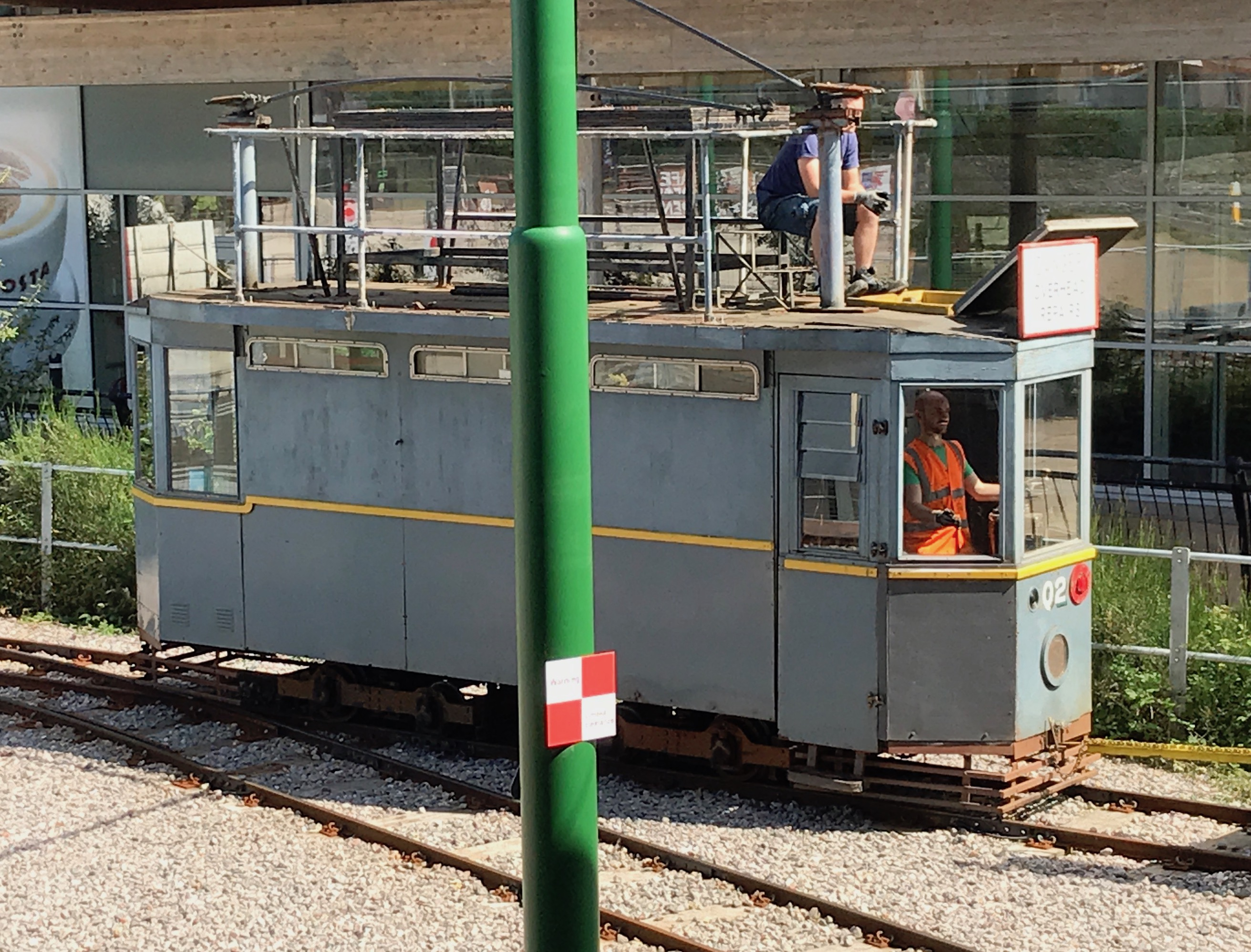
02号電車

### 譲渡車両
- 14号電車 - 元は1904年に製造された、メトロポリタン電気軌道の94号電車。イーストボーン電気鉄道時代の1962年に購入し、軌間変更や車体の狭幅化などの大規模な改造を受け1984年から運行を開始した。2018年現在、シートン電気軌道最古参の電車である[4]。
- 16号電車 - 元は1921年に製造された、ボーンマスの路面電車の106号電車。1974年から改造工事が始まり、1992年から営業運転を開始した。
- 19号電車 - 元は1906年に製造された、エクセターの路面電車（英語版）。1994年に譲受し、1998年から営業運転を開始した。現存する唯一のエクセターの路面電車車両である。

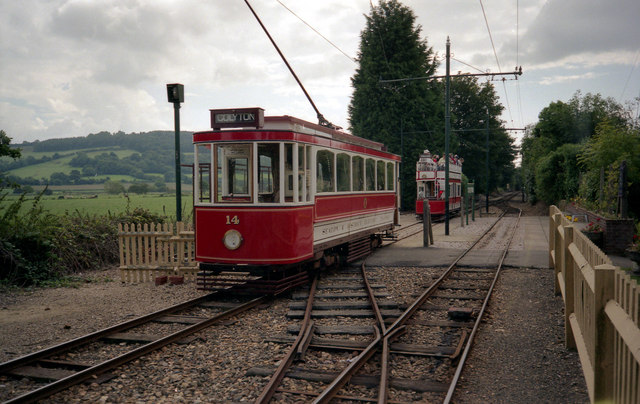
14号電車
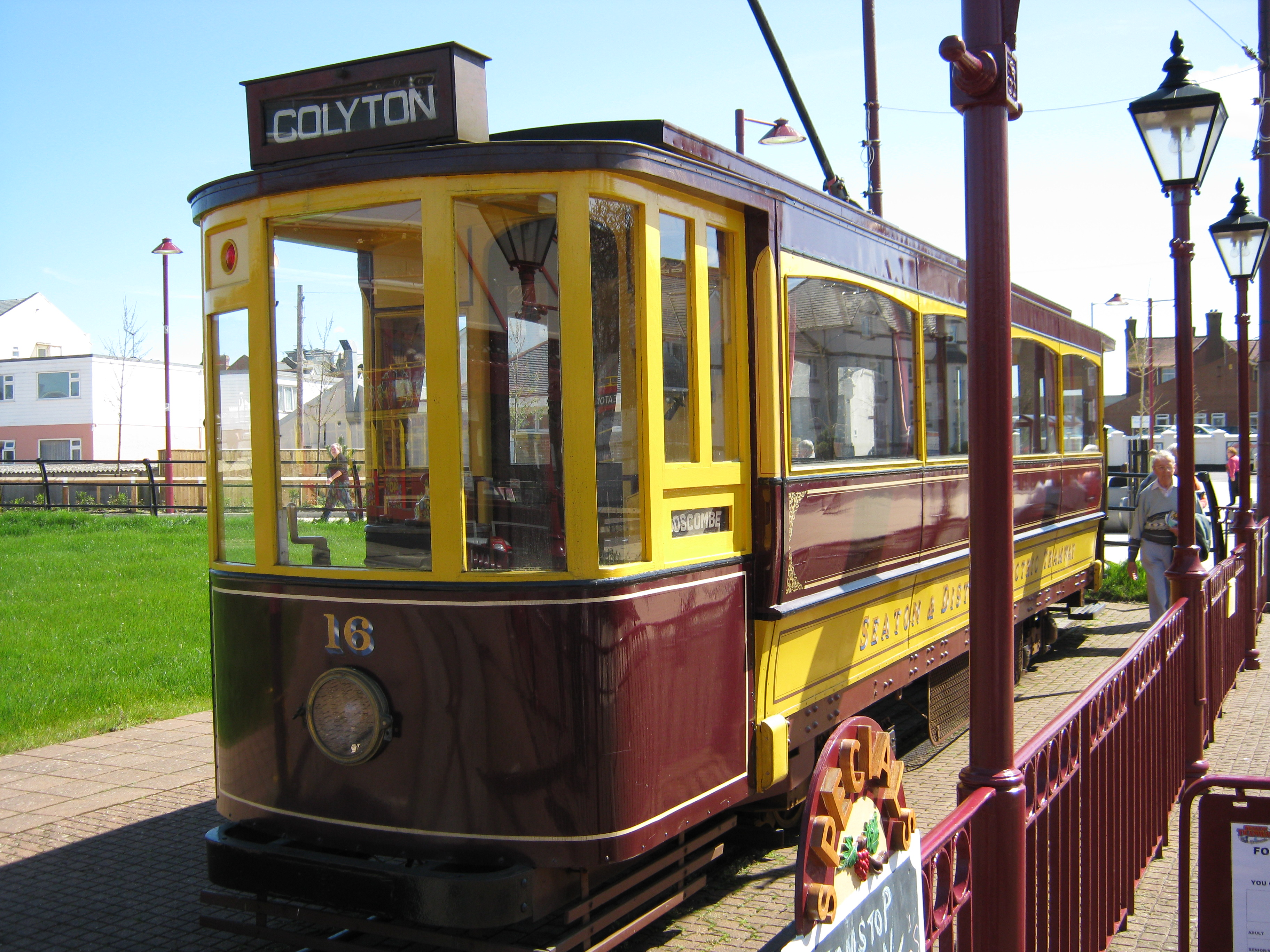
16号電車
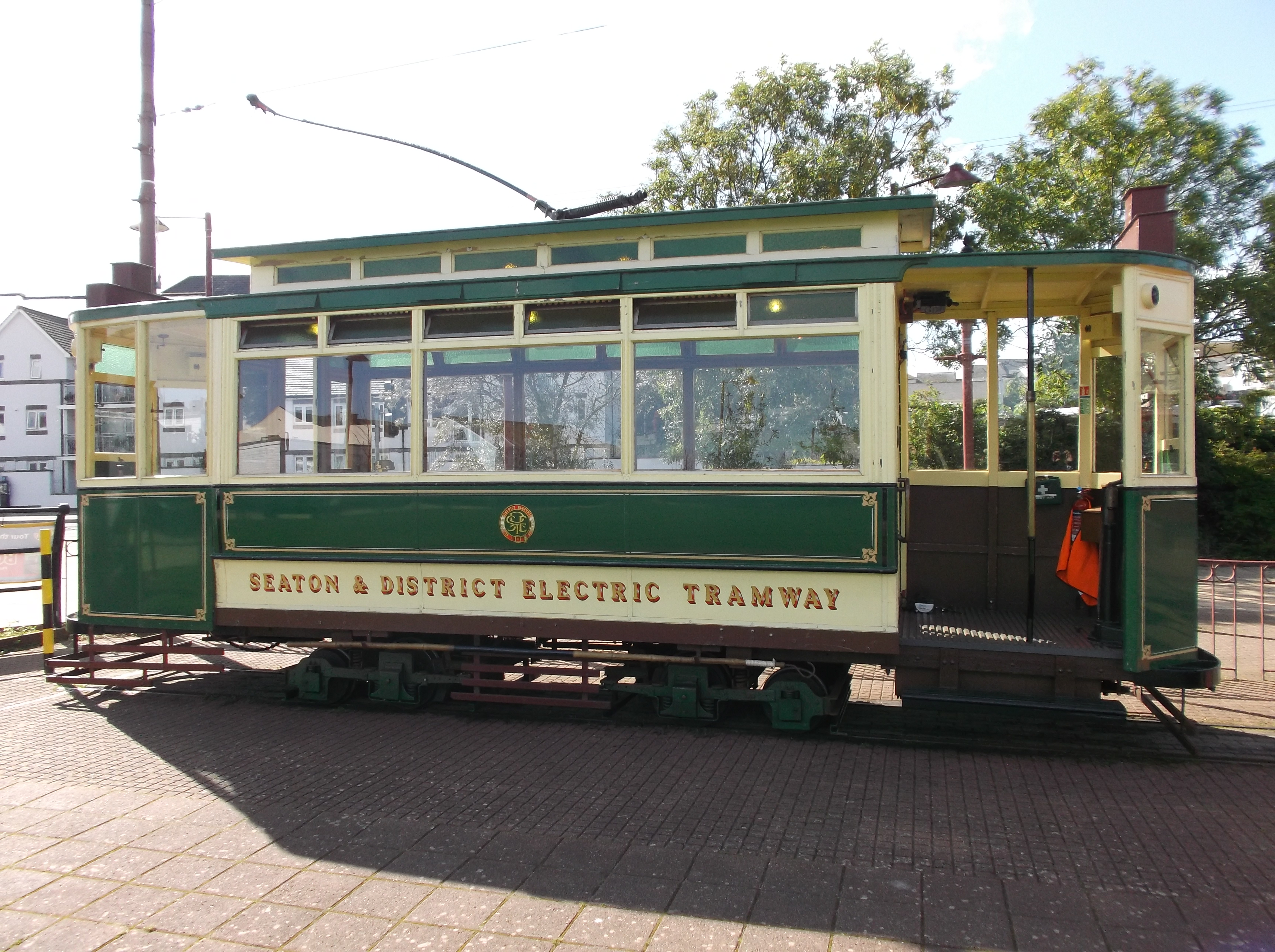
19号電車

### 引退車両
- 01号電車 - 初期に製造された小型車両がアメリカやイギリス各地に譲渡された中で残存する数少ない車両。登場当初は226号電車であったが1965年に移動販売店に改造され車番が現在のものに改められた。シートン電気軌道開業後はシートン駅の駅舎代わりに使用された[3]が、1995年の駅舎完成以降はリバーサイド車庫に保管されている[11]。